# Louis Sussmann-Hellborn
Ludwig Sussmann, seit 1858 genannt Louis Sussmann-Hellborn oder Louis Sußmann-Hellborn, (* 20. März 1828 in Berlin; † 15. August 1908 in Charlottenburg) war ein deutscher Bildhauer, Maler, Kunstsammler und Unternehmer.

## Leben

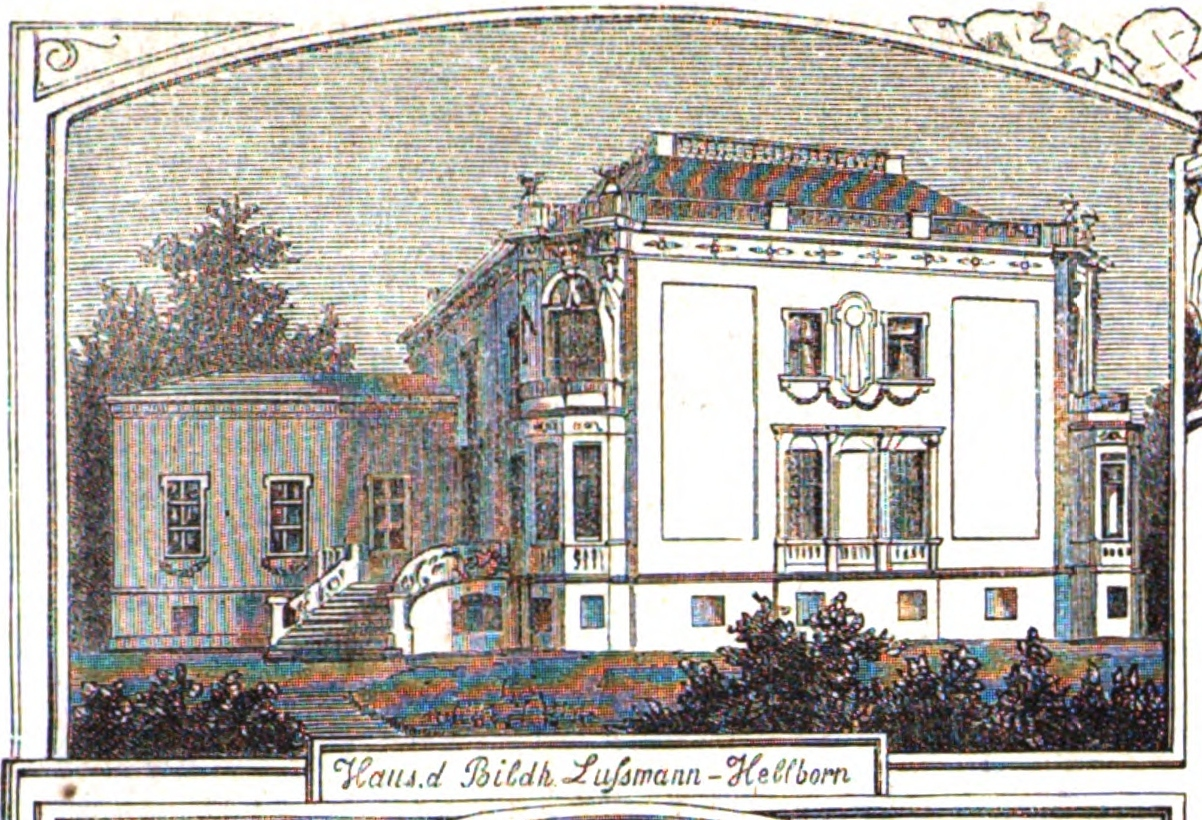
Villa Sussmann-Hellborn, 1866

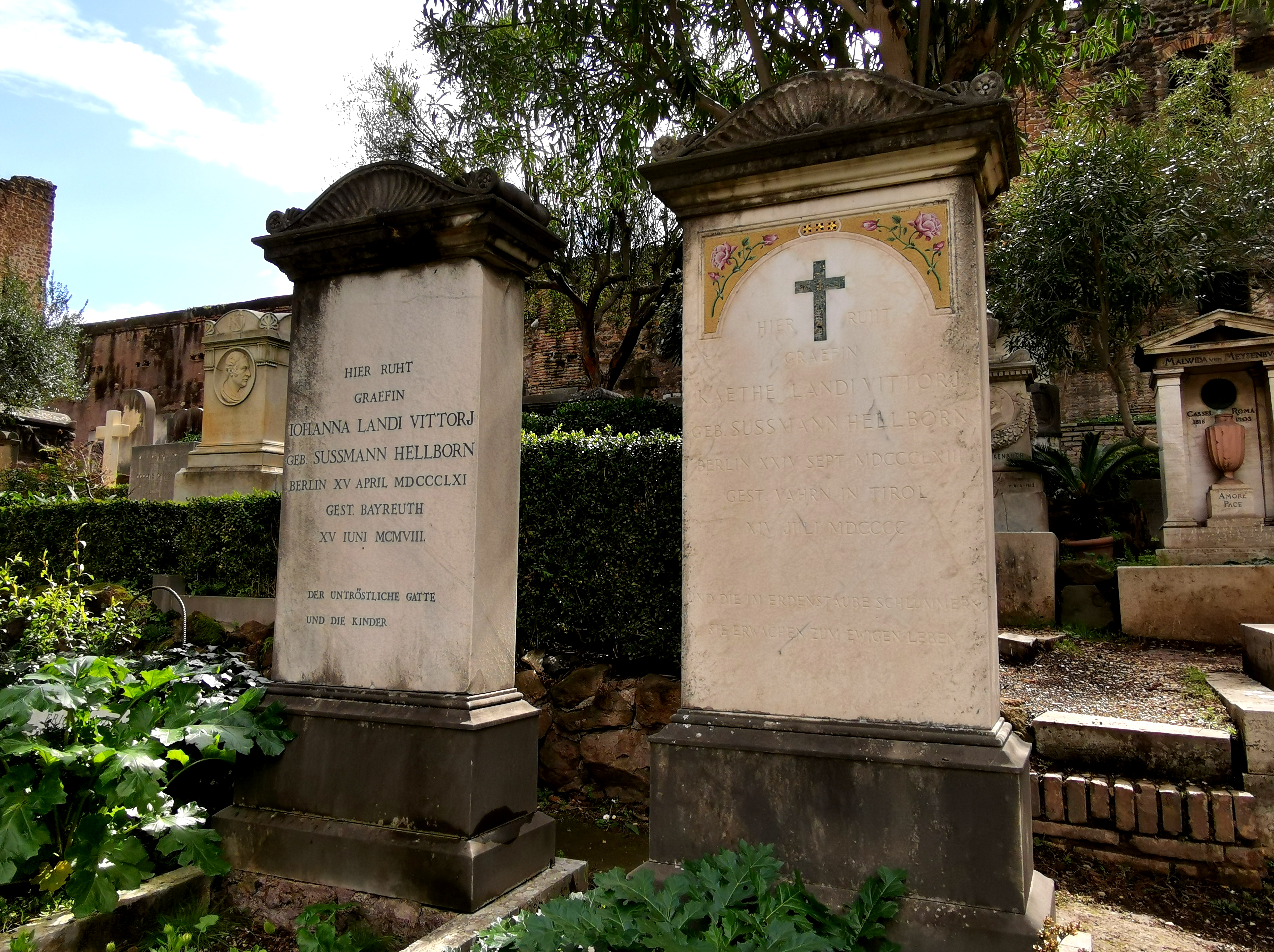
Gräber der Töchter auf dem Nichtkatholischen (Protestantischen) Friedhof Rom

Ludwig Sussmann, ein Sohn des königlich preußischen Lotterieeinnehmers Hirsch Sussmann (1768–1841) und dessen Ehefrau Johanna Sussmann geb. Abraham, erhielt seine Ausbildung zum Bildhauer bei August Wredow an der Berliner Kunstakademie. Er unternahm Studienreisen nach Frankreich, Belgien und Großbritannien. Von 1852 bis 1856 lebte er in Rom. 1856 wurde in Berlin eine erste große Ausstellung mit Werken von Sussmann veranstaltet. 1857 ließ er sich ganz in Berlin nieder. 1858 heiratete er die als außerordentliche Schönheit gefeierte Bertha Hellborn, die einzige Tochter des vermögenden Bankiers Philipp Hellborn (1787–1853), und änderte seinen Familiennamen in Sussmann-Hellborn. 1861 wurde er Mitglied der Gesellschaft der Freunde. In der Villa Sussmann-Hellborn, Hohenzollernstraße 5 im Tiergartenviertel, traf sich die gebildete Gesellschaft von Berlin. 1875 kaufte Sussmann-Hellborn Arnold Böcklin dessen Gemälde „Meeresidylle“ (auch „Triton und Nereide“) für 10.000 Mark ab (später in der Nationalgalerie, seit 1945 verschollen).
Sussmann-Hellborn gehörte zu den Mitgründern des Berliner Kunstgewerbemuseums und war auch beim Aufbau einer Skulpturensammlung bei den Königlichen Museen in Berlin beteiligt. Von 1882 bis 1887 war Sussmann-Hellborn Leiter der Königlichen Porzellanmanufaktur (KPM) in Berlin. Otto Lessing (1846–1912) und er waren zu dieser Zeit die einzigen Bildhauer unter den Mitgliedern der Vereinigung Berliner Architekten, was wohl mit ihrer Arbeit als exzellente Bauplastiker zu tun hatte. Durch ein gemeinsam mit der Berliner Familie Ravené gegründetes Unternehmen und seine Entwürfe für dessen Produktion machte er sich um die Emaillekunst verdient.
Er wurde auf dem Jüdischen Friedhof Schönhauser Allee in Berlin begraben.

## Werke (Auswahl)

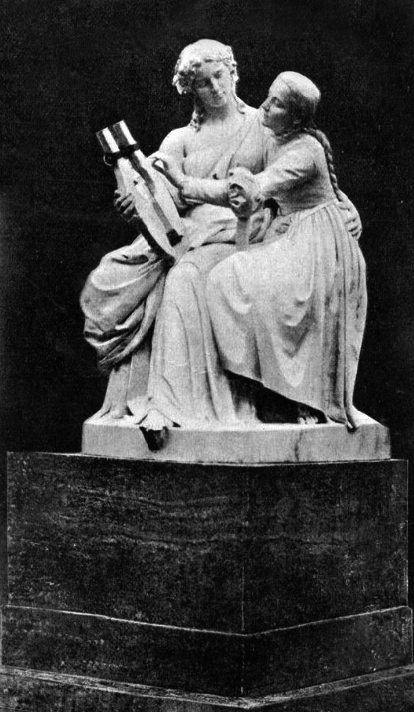
Skulptur, Das deutsche Volkslied im Tierpark Berlin

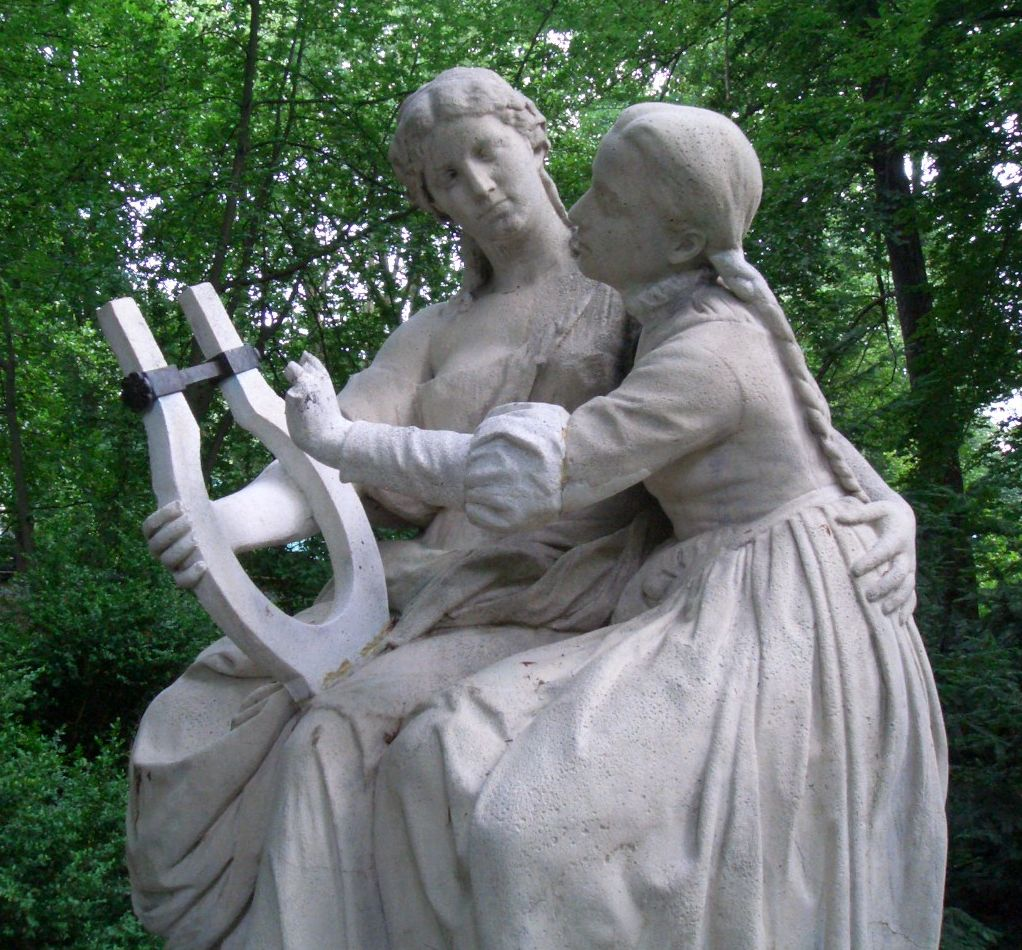
2003, restaurierte Skulptur, Das deutsche Volkslied

- nach 1852 bis 1856: Haarflechtende Italienerin, Trunkener Faun, Verlassene Psyche, Amor in Waffen, Knabe als Kandelaberträger, Porträtrelief für das Grabmal von Eduard Magnus (Alter Dorotheenstädtischer und Friedrichswerderscher Friedhof Berlin)
- 1862: Statue König Friedrichs II. für Brieg
- 1869: Statuen König Friedrichs II. und König Friedrich-Wilhelms III. für den Festsaal des Roten Rathauses (erstgenannte zerstört)
- 1875: Das Original „Das deutsche Lied“ (allegorische Mädchengruppe „Volkslied“ und „Kunstlied“) wurde 1910 in Berlin-Tiergarten aufgestellt. (1993 fertigte Hans Starcke eine Kopie an. Das Original im Sockel des Denkmals für die Befreiungskriege auf dem Kreuzberg)[5]
- 1878: „Dornröschen“, Alte Nationalgalerie
- 1878: „Lautenspieler“, Alte Nationalgalerie
- 1881: Sitzfigur Hans Holbeins und Sitzfigur Peter Vischers im Kunstgewerbemuseum Berlin (beide stark beschädigt)
- zahlreiche bauplastische Arbeiten
- zahlreiche Entwürfe zu dekorativen Emaillearbeiten für die Firma Ravené & Sußmann